# Diersheim
Diersheim ist ein Ortsteil der Stadt Rheinau.

## Geografische Lage
| La Wantzenau         | La Wantzenau                                | Freistett         |
| La Wantzenau         | Kompassrose, die auf Nachbargemeinden zeigt | Rheinbischofsheim |
| Honau und Leutesheim | Linx                                        | Hohbühn           |

Im Westen grenzt die Gemarkung auf 1,3 Kilometer an den Rhein, der die Grenze zu Frankreich bildet. Jenseits des Flusses liegen die elsässischen Gemeinden La Wantzenau (westlich) und Kilstett (nordwestlich). Nachbarsiedlungen auf deutscher Seite sind die Rheinauer Ortsteile Freistett (nordöstlich), Rheinbischofsheim (östlich), Linx (südlich), der zu Linx gehörende Weiler Hohbühn (südöstlich) und Honau (südwestlich); weiter der zu Kehl gehörende Stadtteil Leutesheim (südwestlich) mit der gemeinsamen Grenze am Mühlbach.

## Geschichte

### Frühgeschichte
Eine suebische Begräbnisstätte im Gewann Oberfeld, die 48 Urnen- und Brandgrubengräber umfasst, belegt, dass sich auf Diersheimer Gemarkung bereits in der Römerzeit Germanen niedergelassen haben. Etliche Grabbeilagen, insbesondere Fundstücke aus Keramik, weisen auf einen regen Handel mit den römischen Nachbarn hin. Durch die Umgebung verlief damals eine bedeutende Römerstraße, die Argentorate, die das heutige Straßburg, mit Aquae (Baden-Baden) verband. Außerdem wurde der Rhein von den Römern als wichtige Achse des Güterverkehrs genutzt. In räumlicher Nähe zu Diersheim wurden kleinere römische Siedlungen bei Helmlingen und Auenheim nachgewiesen. Hinweise auf eine suebische Landnahme fehlen allerdings andernorts bislang in Rheinau und umliegenden Gemeinden.

### Mittelalter
Die älteste erhaltene Erwähnung von Diersheim stammt von 1241 im Zusammenhang mit der Brigittenkirche. Das Dorf Diersheim lag im Amt Lichtenau der Herrschaft Lichtenberg. Es war ein Lehen des Bischofs von Straßburg, die Erstbelehnung erfolgte vermutlich 1274. 1335 nahmen die mittlere und die jüngere Linie des Hauses Lichtenberg eine Landesteilung vor. Dabei fiel das Amt Lichtenau – und damit Diersheim – an Ludwig III. von Lichtenberg, der die jüngere Linie des Hauses begründete.
Anna von Lichtenberg (* 1442; † 1474) war als Tochter Ludwigs V. von Lichtenberg (* 1417; † 1474) eine von zwei Erbtöchtern mit Ansprüchen auf die Herrschaft Lichtenberg. Sie heiratete 1458 den Grafen Philipp I. den Älteren von Hanau-Babenhausen (* 1417; † 1480), der eine kleine Sekundogenitur aus dem Bestand der Grafschaft Hanau erhalten hatte, um sie heiraten zu können. Durch die Heirat entstand die Grafschaft Hanau-Lichtenberg. Nach dem Tod des letzten Lichtenbergers, Jakob von Lichtenberg, eines Onkels von Anna, erhielt Philipp I. d. Ä. 1480 die Hälfte der Herrschaft Lichtenberg. Die andere Hälfte gelangte an seinen Schwager, Simon IV. Wecker von Zweibrücken-Bitsch. Das Amt Lichtenau gehörte zu dem Teil von Hanau-Lichtenberg, den die Nachkommen von Philipp und Anna erbten.

### Neuzeit
Nach dem Tod des letzten Hanauer Grafen, Johann Reinhard III. 1736, fiel das Erbe – und damit auch das Amt Lichtenau mit Diersheim – an den Sohn seiner einzigen Tochter, Charlotte von Hanau-Lichtenberg, Landgraf Ludwig (IX.) von Hessen-Darmstadt.
Während der Schlacht bei Diersheim 1797 siegten französische Truppen über die Österreicher. Dabei wurde der Ort schwer in Mitleidenschaft gezogen. Mit dem Reichsdeputationshauptschluss wurde das Amt und das Dorf Diersheim 1803 dem neu gebildeten Kurfürstentum Baden zugeordnet.
Bis einschließlich 31. Dezember 1973 war Diersheim eine selbstständige Gemeinde. Die am 26. März 1968 angestoßene baden-württembergische Verwaltungsreform stieß in Diersheim anfänglich auf wenig Resonanz. Das am 16. Juni 1970 vom Land verabschiedete „Zweite Gesetz zur Stärkung der Verwaltungskraft der Gemeinden“ führte zu Verhandlungen zwischen den Gemeinderäten von Diersheim und Rheinbischofsheim. Am 20. Juni 1973 wurde eine Verwaltungsgemeinschaft zum Jahresende besiegelt. Diersheim konnte einen Investitionsbeivertrag aushandeln. Am 1. Januar 1974 wurde nach bilateralen Verhandlungen einvernehmlich die Eingemeindung von Diersheim nach Rheinbischofsheim besiegelt. Infolge mehrfacher Intervention seitens verschiedener Landtagsabgeordneter beschlossen die Gemeinden Rheinbischofsheim und Freistett in zähen Verhandlungen die Fusion zur Stadt Rheinau, die am 1. Januar 1975 vollzogen wurde.
Zeitgleich fand auch eine Reform auf Landkreisebene statt. Infolgedessen wurde der Landkreis Kehl, dem Diersheim bis zuletzt angehörte, am 1. Januar 1973 aufgelöst. Dadurch gelangte Diersheim zum neugebildeten Ortenaukreis.
Aufgrund der Historie der Ortschaft und der ehemaligen Zugehörigkeit zum Fürstentum Lichtenberg im Elsass sind sowohl Traditionen und Bräuche als auch der Dialekt mehrheitlich Elsässisch geprägt.

## Religion

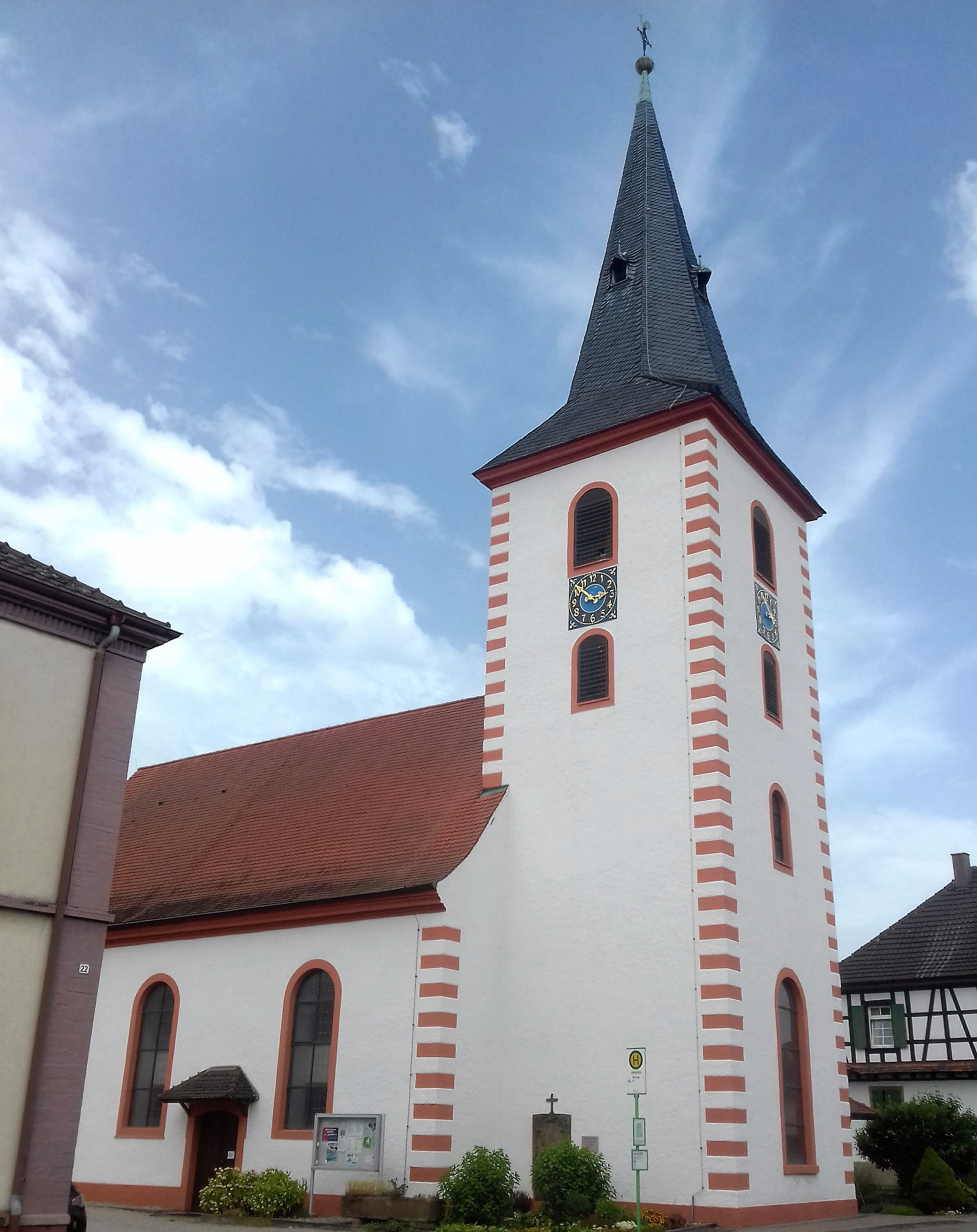
Dreifaltigkeitskirche in Diersheim

Erstmals wurde in Diersheim ein Sakralbau 1241 urkundlich erwähnt. Er war der irischen Heiligen Brigida von Kildare geweiht. Das deutet stark darauf hin, dass die Kapelle von Mönchen aus dem benachbarten Honau gegründet wurde, denn diese stammten überwiegend aus Irland. Die Brigittenkapelle befand sich im Fischereck. 1440 taucht Diersheim erstmals in Dokumenten als eigenständige von Honau losgetrennte Pfarrei auf.
Graf Philipp IV. von Hanau-Lichtenberg (1514–1590) führte nach seinem Regierungsantritt 1538 die Reformation in seiner Grafschaft konsequent durch, die nun lutherisch wurde. 1585 wird Diersheim als Filiale vom Kirchenspiel Rheinbischofsheim urkundlich aufgeführt, hatte also zwischenzeitlich die Eigenständigkeit verloren. 1731 erhielt die Pfarrgemeinde Diersheim, da die Einwohnerzahl auf etwa 350 gestiegen war, erneut die Unabhängigkeit. Die zu klein gewordene Brigittenkapelle wurde durch die Dreifaltigkeitskirche ersetzt, die bis heute besteht.
1999 büßte die Diersheimer Kirchengemeinde erneut die Eigenständigkeit ein. Mit den Nachbardörfern Linx, Hohbühn, Holzhausen und Honau muss man sich aufgrund von Sparmaßnahmen seitens der Evangelischen Landeskirche in Baden eine Pfarrstelle teilen. Seither hat der bzw. die Geistliche in Linx ihren bzw. seinen Wohnsitz.
Durch Zuzug und Heirat leben mittlerweile etliche Katholiken in Diersheim, die von der Katholischen Kirchengemeinde Hanauerland betreut werden. Die nächstgelegene katholische Kirche befindet sich im Nachbarort Honau.

## Politik
In Rheinau gilt die Ortschaftsverfassung. Das bedeutet, dass die Lokalpolitik in allen Stadtteilen (bis auf Freistett) vom Ortschaftsrat und einer Ortsvorsteherin bzw. einem Ortsvorsteher geprägt wird. Der Ortschaftsrat berät die Stadtverwaltung und hat ein Vorschlagsrecht in allen Angelegenheiten, die den Stadtteil betreffen. Der Gemeinderat muss bei seinen Entscheidungen in den wichtigen teilörtlichen Belangen die Mehrheitsmeinung des Ortschaftsrats angemessen berücksichtigen.
Die Mitglieder des Ortschaftsrats werden alle fünf Jahre von den Bürgern des jeweiligen Stadtteils gewählt. Zur Kommunalwahl am 26. Mai 2019 traten zwei Wählergruppen an: Freie Wählergemeinschaft (FWG) sowie Frauenliste Diersheim (FLD).
Folgende Ortschaftsräte wurden gewählt (geordnet nach der Zahl der Stimmen):
- Ralf Kaiser (FWG)
- Doris Bleß (FLD)
- Susanne Kaiser (FLD)
- Sven Hahn (neu; FWG)
- Jörg Bliss (neu; FWG)
- Heiko Gronau (FWG)
- Thorsten Stephan (neu; FWG)
- Rebecca Gmeiner (neu; FLD)

Auf die FWG kommen 58 % und auf die FLD 42 %. Die Wahlbeteiligung lag bei 66 %.
In der Legislaturperiode Mai 2014 – Mai 2019 stellten die beiden Wählervereinigungen FLD und die CDU/FWG jeweils vier Ortschaftsräte. Von 2009 bis 2024 war Doris Bleß Ortsvorsteherin und folgte Gerd Birsner in dieser Funktion. Seit 2024 hat Jörg Bliss das Amt inne.

## Kultur und Sehenswürdigkeiten

### Sehenswürdigkeiten
- Fachwerkhäuser wie das Rathaus und das Gasthaus Zum Rappen
- Oberdiersheimer Mühle
- Der Rheinauewald als eines der artenreichsten Landschaftsschutzgebiete in Mitteleuropa[15]
- Die Promenade auf dem Rheindamm mit Blick auf den geschichtsträchtigen Odilienberg im Elsass, auf die Barrage de Gambsheim und stellenweise auf das Straßburger Münster

### Feste
In Diersheim wurden in den letzten Jahren mehrere größere Dorffeste gefeiert.
Anlässlich des 750-jährigen Jubiläum der ersten urkundlichen Erwähnung fand 1991 ein Fest statt, in dessen Mittelpunkt das Musical „Diersche forever“ stand, welches der Liedermacher und damalige Ortsvorsteher Gerd Birsner komponierte und inszenierte. Dieses Fest war Gegenstand einer Folge der SWR-Reihe Treffpunkt.
„Sagenhaft“, ein weiteres Musical aus der Feder von Gerd Birsner, wurde 1995 im Rahmen eines weiteren Sommerfestes am Diersheimer Rathaus uraufgeführt und greift auf die vielfältigen Sagen (siehe nächstes Kapitel) zurück.
Am 30. und 31. Juli 2016 begingen die Diersheimer das 775. Jubiläum unter dem Motto „Diersheim im Herzen Europas“. Sämtliche Vereine repräsentierten ein europäisches Land und boten Köstlichkeiten aus diesen Ländern in Zelten feil, die im Dorfzentrum aufgestellt waren. Das kulturelle Begleitprogramm verdeutlichte, was Diersheim anderen Kulturen verdankt:
- Die Landnahme durch Sueben, die im Rahmen der Völkerwanderung den Ostseeraum (heutiges deutsch-polnisches Grenzgebiet) verließen und sich u. a. in Diersheim niederließen[16]
- Der rege Handel mit den Römern (belegt durch Funde in den suebischen Gräberfeldern)[17]
- Christianisierung durch schottisch-irische Mönche[18]
- Die Ansiedlung von Schweizern, nachdem die Bevölkerung im Hanauerland nach dem Dreißigjährigen Krieg dezimiert war.[19]
- Enge Handelsbeziehungen mit der Europahauptstadt Straßburg durch die Lage an der einstigen Ill-Mündung in den Rhein (bis zum Rheinaufstau in den 1970er Jahren) und die räumliche Nähe (ca. 15 km Distanz). Die freie Reichsstadt war auf Agrarprodukte aus dem Umland angewiesen und die Ill-Anbindung erleichterte den Warentransport.[20]
- Die „Schlacht von Diersheim“, die Franzosen und Österreicher auf der Diersheimer Gemarkung im April 1797 ausfochten. Dank des französischen Siegs ist der Name Diersheim im Pariser Triumphbogen verewigt.[21]
- Die Lage im Eurodistrikt Straßburg-Ortenau
- Dorfbewohner u. a. mit ägyptischen, belgischen, französischen, italienischen, schweizerischen, serbischen und thailändischen Pässen

### Sagen
- Diersheimer Grießmuswickler, Honauer Bettelmönche und Rheinbischofsheimer Pfannenschlecker
- Der Schimmel auf der Breitenwörthbrücke[22]
- Verhexte Eidechsen[22]
- Die weiße Frau[22]
- Der feurige Mann[22]
- Der Dengelgeist in der Fachheu[23]
- Spuk am Schützensteg[23]
- Das eingemauerte Gespenst[23]
- Ein Sonntagsfrevler wird bestraft[24]
- Der Poltergeist im Bäckerhaus[24]
- Die Käsmatt[24]
- Die Glocken im Dammloch[25]
- Das geheimnisvolle Fahrzeug[24]
- Fuggerschiff im Bauernmattsteg[24]
- Die Hexen am Reiherstegböschel[25]
- Unvermutete Ohrfeige[24]
- Die graue Katze im Fischereck[26]
- Spuk in der Langhei[27]
- Der Hammel im Oberfeld[27]
- Der feurige Pflug[27]
- Der Hase in der Herrengasse[27]
- Die weiße Frau[27]
- Der Kindlesbrunnen[27]
- Die Waldbas[27]
- Das Moosmännel[27]
- Der Hackenmann[27]
- Nixen im Rheinwald[27]
- Die Ilwedritsche[27]
- Hans Trapp[27]

## Wirtschaft und Infrastruktur

### Verkehr
Diersheim liegt an der Kreisstraße 5373. Es bestehen direkte Busverbindungen nach Bühl über Freistett und nach Kehl. Der Bahnhof Diersheim befand sich an der Bahnstrecke Kehl–Bühl, welche stillgelegt ist. Durch die räumliche Nähe zum Landkreis Rastatt und zur Agglomeration Straßburg liegt Diersheim im Übergangsbereich von der Tarifgemeinschaft Ortenau (TGO) zum Karlsruher Verkehrsverbund (KVV) sowie zu den Stadtwerken des Stadtverband Straßburg (CTS) und profitiert deshalb von Sondertarifen. Unweit des Kieswerks befindet sich am Rhein eine Schiffsanlegestelle.

### Bildung
In Diersheim gibt es einen evangelischen Kindergarten. Die Grundschule befindet sich im Diersheimer Ortsteil Krütt. Der Schulbezirk umfasst außer Diersheim die Nachbardörfer Honau, Linx und Hohbühn sowie Leutesheimer Aussiedlerhöfe, die sich in der Nähe von Honau befinden.

## Persönlichkeiten
- Georg König (1897–1976), Politiker, geboren in Diersheim
- Gerd Birsner (geb. 1953), Liedermacher, Verleger, Kommunalpolitiker, lebt in Diersheim